# All in Your Name
All in Your Name is een nummer van de Britse popster Barry Gibb, waarin hij samen zingt met de Amerikaanse popster Michael Jackson. Het nummer is in 2002 geschreven voor slachtoffers van de orkaan Katrina, maar het nummer werd nooit uitgebracht. Na de dood van Michael Jackson heeft Barry Gibb het nummer voltooid. Hij vertelde op zijn officiële site dat het nummer een duet was, en 'lekte' officieel twee korte stukjes van het nummer: een van de uiteindelijke versie en één studio-demo. Toen het nummer eind juni 2011 officieel werd uitgebracht als een digitale single op Barry Gibbs website, bleek dat Gibb het overgrote deel zong en dat Michael Jackson maar enkele zinnen zong. Van een duet kan dus niet echt gesproken worden.

## Tracklist
Digital download
1. All In Your Name